# Лејк Мики Таун (Мисури)
Лејк Мики Таун (енгл. Lake Mykee Town) град је у америчкој савезној држави Мисури.

## Демографија
По попису из 2010. године број становника је 350, што је 24 (7,4%) становника више него 2000. године.
| Група             | 2000.       | 2010.       |
| Белци             | 309 (94,8%) | 335 (95,7%) |
| Афроамериканци    | 0 (0,0%)    | 2 (0,6%)    |
| Азијати           | 2 (0,6%)    | 3 (0,9%)    |
| Хиспаноамериканци | 11 (3,4%)   | 5 (1,4%)    |
| Укупно            | 326         | 350         |